# 苏尼尔·达特

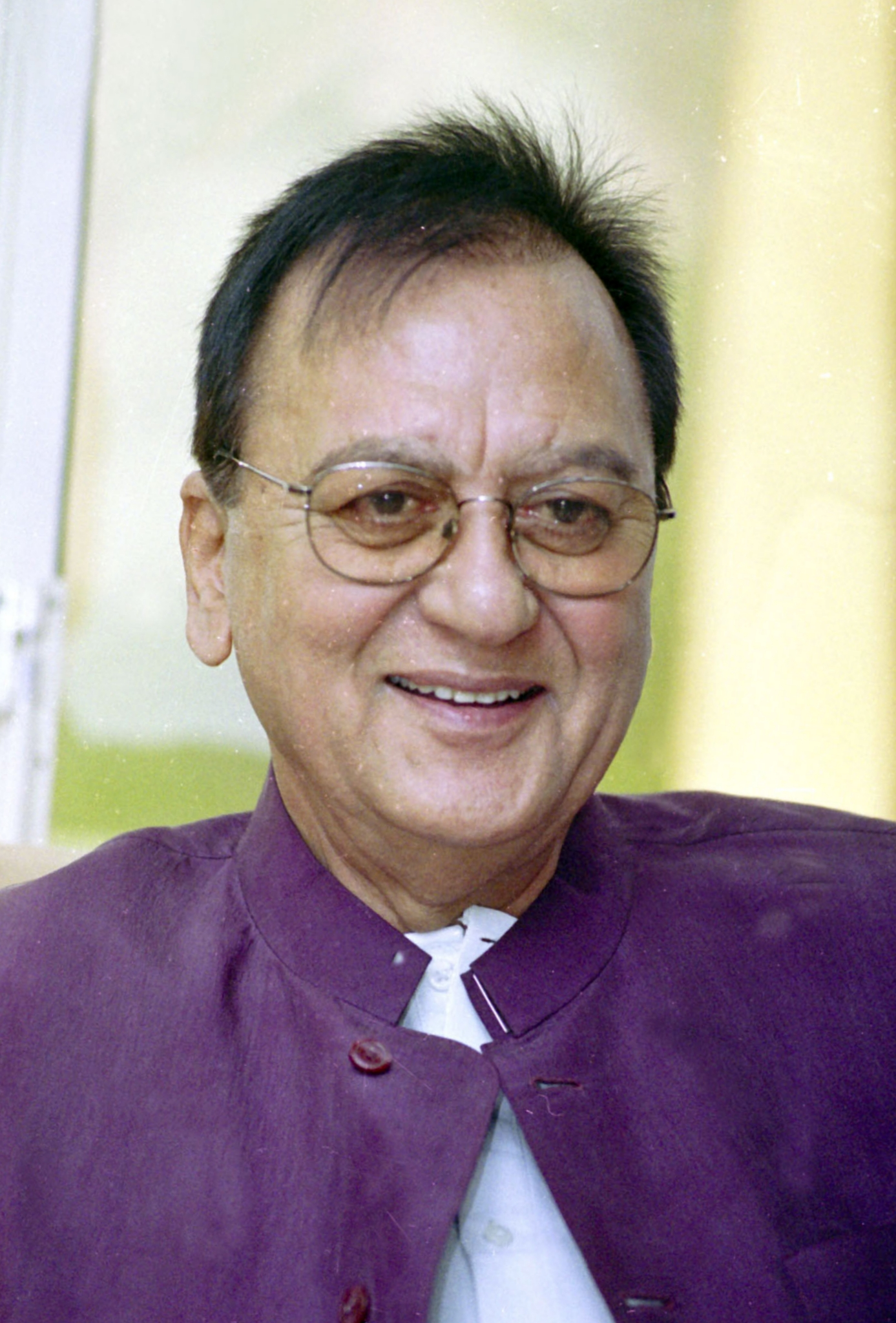
苏尼尔·达特

苏尼尔·达特 (1929年6月6日 - 2005年5月25日) 是一位印度演员、电影制片人、导演和政治人物。1955年首次出演电影 。 他一共出演了包括印度母親在內的80多部电影，并获得过三项印度電影觀眾獎，其中有两项為該類別獎項的最佳男主角奖。  1968年，印度政府授予他莲花士勋章。 
1958年，苏尼尔·达特与納吉絲结婚。他们育有包括演员山齊·杜特在內的三个孩子。  1984年，苏尼尔·达特加入印度国民大会党，并连任五届印度议会议员。苏尼尔·达特曾担任曼莫汉·辛格政府的青年事务和体育部长。 